# Privileg von Cienia
Im Privileg von Cienia wurde dem kleinpolnischen Adel und Klerus politische Vorrechte eingeräumt. Es wurde am 5. Mai 1228 von Ladislaus Dünnbein in Cienia erlassen.

## Inhalt
Ladislaus bestätigte dem kleinpolnischen weltlichen und geistlichen Würdenträgern, dass im Fall seiner Nachfolge im Herzogtum Krakau keine Gesetze ohne ihre Zustimmung erlassen werde. Er bestätigte auch althergebrachte Rechte der einzelnen Stände.

## Folgen
Ladislaus wurde 1228 Herzog von Krakau, verstarb jedoch bereits 1231. Das Privileg von Cienia gilt als ältestes bekanntes Adelsprivileg in Polen. Ihm folgten in den bis ins 16. Jahrhundert zahlreiche weitere Privilegien, die die Rolle des Adels gegenüber den König aber auch dem Dritten Stand stärkten.